# Karma Chameleon
Karma Chameleon ist ein Lied der britischen Popband Culture Club, das auf dem Album Colour by Numbers im Jahr 1983 erschienen ist. Es war drei Wochen auf Platz 1 der Billboard-Hot-100-Charts im Jahre 1984.

## Entstehung und Inhalt
Karma Chameleon wurde von der Gruppe gemeinsam mit dem Keyboarder und Komponisten Phil Pickett geschrieben. Die Mundharmonika im Lied wurde von Judd Lander, einem früheren Mitglied von The Hideaways, gespielt, der auf ihr auch im Culture-Club-Lied Church of the Poison Mind und im Spice-Girls-Lied Say You’ll Be There musizierte. Der Song sollte ursprünglich Cameo Chameleon heißen, wie Interviews aus dem Jahr 1983 belegen. In einem anderen Interview sagte Boy George über das Lied:

„The song is about the terrible fear of alienation that people have, the fear of standing up for one thing. It’s about trying to suck up to everybody. Basically, if you aren’t true, if you don’t act like you feel, then you get Karma-justice, that’s nature’s way of paying you back.“

„Das Lied handelt von der schrecklichen Furcht vor Entfremdung, die Leute haben, die Furcht, sich für eine Sache zu engagieren. Es geht darum, wie man versucht, sich bei allen einzuschleimen. Grundsätzlich ist es so, wenn du nicht dir selbst treu bist, wenn du dich nicht so benimmst, wie du dich fühlst, dann erhältst du Karma-Gerechtigkeit, das ist der Weg der Natur, es dir heimzuzahlen.“

## Veröffentlichung
Karma Chameleon wurde am 5. September 1983 herausgebracht.
Die Single erschien in zwei Versionen, mit der B-Seite That’s the Way (I’m Only Trying to Help You) als Studio- und als Live-Version. Die Maxi-Single erschien mit der B-Seite I’ll Tumble 4 Ya (U.S. 12" Remix)

## Musikvideo
Das Musikvideo spielt im Jahr 1870 in Mississippi. Am Ufer erscheinen Leute in bunten Kostümen, darunter Tänzer in Rot, Gold und Grün. Boy George singt das Lied, während ein Taschendieb herumgeht. Am Flussufer kommt ein Schiff namens The Chameleon („Das Chamäleon“) vorbei, welches von den Leuten bestiegen wird. An Bord des Schiffes spielen einige der Passagiere Poker. Als der Taschendieb bei einem Diebstahl erwischt wird, wird er über die Planke gejagt.
Das Musikvideo wurde im Sommer 1983 in Weybridge gedreht. Das im Video zu sehende Schiff gehört zur Reederei Turk Launches aus dem Londoner Stadtbezirk Kingston-upon-Thames und wird heute noch benutzt, hauptsächlich während der Sommermonate auf der Schiffsroute von Kingston nach Hampton Court.

## Kommerzieller Erfolg

### Chartplatzierungen
| ChartsChartplatzierungen       | Höchstplatzierung | Wochen/ Monate |
| ------------------------------ | ----------------- | -------------- |
| Deutschland (GfK)              | 2 (20 Wo.)        | 20 Wo.         |
| Österreich (Ö3)                | 3 (4 Mt.)         | 4 Mt.          |
| Schweiz (IFPI)                 | 1 (14 Wo.)        | 14 Wo.         |
| Vereinigte Staaten (Billboard) | 1 (22 Wo.)        | 22 Wo.         |
| Vereinigtes Königreich (OCC)   | 1 (21 Wo.)        | 21 Wo.         |

| ChartsJahrescharts (1983)    | Platzierung |
| ---------------------------- | ----------- |
| Deutschland (GfK)            | 34          |
| Schweiz (IFPI)               | 5           |
| Vereinigtes Königreich (OCC) | 1           |

| ChartsJahrescharts (1984)      | Platzierung |
| ------------------------------ | ----------- |
| Vereinigte Staaten (Billboard) | 10          |

### Auszeichnungen für Musikverkäufe
| Land/Region                  | Auszeichnungen für Musikverkäufe (Land/Region, Auszeichnung, Verkäufe) | Verkäufe  |
| ---------------------------- | ---------------------------------------------------------------------- | --------- |
| Brasilien (PMB)              | Diamant                                                                | 250.000   |
| Dänemark (IFPI)              | Platin                                                                 | 90.000    |
| Deutschland (BVMI)           | Gold                                                                   | 300.000   |
| Frankreich (SNEP)            | Gold                                                                   | 500.000   |
| Italien (FIMI)               | Gold                                                                   | 25.000    |
| Kanada (MC)                  | 2× Platin                                                              | 200.000   |
| Neuseeland (RMNZ)            | 2× Platin                                                              | 60.000    |
| Spanien (Promusicae)         | Platin                                                                 | 60.000    |
| Vereinigte Staaten (RIAA)    | Gold                                                                   | 1.000.000 |
| Vereinigtes Königreich (BPI) | 2× Platin                                                              | 1.623.347 |
| Insgesamt                    | 4× Gold · 8× Platin · 1× Diamant ·                                     | 4.108.347 |

## Verwendung
2006 verwendete die Labour Party das Lied vor den Lokalwahlen 2006 im Vereinigten Königreich als Titelsong für eine Reihe von Werbespots gegen David Cameron, den Vorsitzenden der Conservative Party.